# おれは男だ! くにおくん
『おれは男だ! くにおくん』（おれはおとこだ! くにおくん）は、穴久保幸作による日本の漫画作品。『熱血硬派くにおくん』を原案としている。1991年から1996年まで『月刊コロコロコミック』（小学館）で連載されていた。単行本は全11巻。

## 概要
テクノスジャパンから発売されたゲーム作品『熱血硬派くにおくん』を原案としたギャグ漫画。初期は原作ゲームと同様に様々な不良ライバル達とケンカやスポーツで戦っていたが、中〜後期はくにお達が様々な職業や金儲けに走る、低年齢向けの下ネタギャグを交えたオリジナル作品となった。テクノスジャパンの倒産や、作者の別作品『ポケットモンスター』の開始により終了となる。
ゲーム版の登場人物は殆ど『ダウンタウンシリーズ』からの出演である。女性キャラはモブキャラクターのみで、ゲーム版からは一人も登場していない。これ以外にも各キャラ設定などは原作本来の設定とあからさまな相違や矛盾が多い。
単行本の登場人物紹介では、主要キャラ以外に一話限りのキャラ（江口洋助ノ助など）も解説していた。
2013年に『熱血硬派くにおくん』が実写ドラマ化され、DVD第1巻の特典として新作描き下ろし漫画が発表された。
コロコロアニキ2019年冬号にも新作描き下ろし漫画が掲載された。

## 登場人物

### 主要人物
くにお
熱血高校3年生。熱血高校の最強の男にしか許されない白ランを着ており髪型はアイパー。ケンカに強く、ダブルドラゴンを波止場から上野動物園まで投げ飛ばす、あらゆる物（ピアノ、パイプ、バスケットゴール、神社の狛犬）を破壊する、重さが200kgの巨大なフォークをマウンドからキャッチャーまで放り投げる等、超人的な力を持っている。巻末付録の4コマ漫画では、りきがタイムマシンに乗って赤ちゃんだった過去やヨボヨボになった未来で戦っても、マッハパンチで一蹴された。得意技は原作のマッハキックに加えてりきの必殺技であるマッハパンチも会得しており、寝込みで襲われても相手を返り討ちにする。情にも篤く、弱い者いじめは嫌い。成績は飛び抜けて悪いのにもかかわらず、ひろしの代わりにインチキ家庭教師をしていた。
性格は猿並みにバカでマヌケでスケベであり、助っ人で頼まれる際は現金や一ヶ月食べ放題よりもエッチ本を出しただけで素直に引き受ける。ドッジボール部主将。身長は当初周りのキャラと同じくらいだったが、何故か次第にくにお以外の身長が伸びており、明らかに一人だけ縮んで低くなってしまった。
注射が嫌いでわざと風邪を引こうとしたことがある。また、交通事故で一度死んだときは「試験や注射をしなくて済む」と大喜びし、生き返った後ももう一度死のうとしたため、こうじやひろし達に呆れられた。下戸で酒癖がとても悪く、花見をした時、誤って飲んでしまったコップ一杯の日本酒で思いきり酔ってしまい、町のシンボルである天然記念物の桜の大木の枝を思い切り折ったり鉋で削って駄目にした挙句、全裸になるほどだった。
後期あたりになると周囲の人物たちからはくにおのことを要注意人物扱いされたり、くにおがいるだけでイメージが悪くなるといわれるくらいの扱いにされる。金儲けや消防団、アシスタント、運転免許取得など様々な事柄にチャレンジし才能を発揮するが、あくどくドジでせこい行動が多い（特に終盤辺り。但し、相手側《特に運転免許や画伯の助手等》も無茶な要求をくにおに押し付けている部分がある為、見方によっては相手側に天罰が下った印象もある）。絶対に倒れない自転車を製造して販売した際は補助輪の経費をケチって木製にしたり（しかもすぐに補助輪の部分が折れた為に購入者の子供が大怪我を負ってしまい、大きなクレームが付いている）、書道の先生の掛け軸を駄目にした上、自慢の筆を箒と間違えて部屋中を掃いたりする等、最終的には失敗して悲惨な結末となる展開が多かった。この頃になると「喧嘩が強い熱血高校の総番」と言う設定はほぼ形骸化し、ツッコミとしてこうじを始めとする他のキャラに一方的な暴力を受ける事が殆どになっていた。そのキャラクター性は作者の次回作『ポケットモンスター』の主人公ピッピに受け継がれていく。
最終回でダブルドラゴンの誘いでアメリカのヤンキー達と戦うために渡米した。
こうじ
くにおのクラスメートであり友人。パーマ頭が特徴。初期はくにおを慕っていたが、徐々にくにおとつるみだしバカにする素振りも増えていった。初めは谷花高校のヤンキーを軽く倒すこともあったが、話が進むにつれ（相手が実力者とはいえ）竜一や浜岡に一撃で簡単に吹っ飛ばされる噛ませ犬になる。ひろし程ではないがくにおから財布を取られ勝手に一万円札をポケットに入れられたり、大浴場の水道管を破裂される被害を受けている。
ツッコミ役として日頃からくにおのボケに暴力的に突っ込んでおり、その立ち位置は作者の次回作『ポケットモンスター』のレッドに受け継がれていく。後期はひろしに代わり多少出番が減っていたが、生徒からはくにおよりもこうじの方が信頼され慕っていくようになる（その反面くにおからは全く信頼されなくなる）。
原作と同じく名前は「こうじ」だが、キャラクター紹介で「こーじ」と表記されている。また、誰かが彼の名を呼ぶときも「こーじ」である。
ひろし
原作ではくにおと同級生のはずだが、本作においてはくにおの後輩という設定となっている。ドッジボール部員。結構モテるらしく、バレンタインデーには多くのチョコを貰っている。初期は殆ど出番がなかったが、後期はこうじに代わるツッコミ役として登場するようになる（連載後期の多くがくにおとひろしの2人の話である）が、こうじのように暴力を振るう事は無い。くにおを慕っているが、くにおのマヌケで下衆な行動に巻き込まれる事が多く、くにおから財布やプールのチケットを勝手に取られたり、買ったばかりの自転車を壊されたりしたことが多々あったが、それでもくにおを嫌ったりはしなかった。たまにくにおと共にボケる事がある。
くにおやこうじがひろしの家庭環境を知らなかったために、自分の生活態度が災いして体重が増えてダイエットを決意した時は様々な要因が重なり、一方的に苦学生に間違えられてしまう。実際のひろしの家はかなり（庭にプールを備え付けられるくらい）裕福である。
鮫島力（さめじま りき）
花園高校の3年生でくにおのライバル。マジメで熱血漢だが調子に乗る事もある。当初はよく熱血高校に勝手に出入りすることが多く「ここに来ると落ち着く」と語るシーンもしばしば描かれた。リーゼント頭が特徴。学ランの下にはさらしを巻いている。何故か高校サッカー（のみならずだが）のインターハイに出場した過去があり、くにおの出場する大会やイベントなどに名前を変えて出場する事がある。ウサギが好きで、学ランにウサギのアップリケをしており、これが原因でくにおに弱みを握られてしまった上、最後にばらされてしまった。連載後半（6巻以降）では出番が急激に減った。
原作では留年しており彼女（島田真美）もいるが、作中ではそれらの設定はほとんど出てこない。住所は不明だが、くにおの家の隣に引っ越してくるエピソードがある。
最終回ではくにおの渡米に納得できず彼を殴り飛ばし、空港に見送りに来た仲間達の中にもただ一人姿を見せなかったが、最後はくにおの乗る飛行機を追いかけ、「アメリカに行っても№1になれよ!!」と餞別の言葉を送り、涙ながらに見送った。
園川薫（そのかわ かおる）
千里台高校の生徒。学ランでは無くてブレザーの制服を着ており、ぐるぐるメガネをかけていてナスのヘタの様な髪型と、容姿は原作とは異なる。手作りのくにおの人形を肌身離さず持っていたり、くにおの寝姿をビデオカメラでこっそりと撮影する等、異様な程までにくにおを一方的に慕っている。そのためにはた迷惑な行為に走ってしまう。原作通りケンカは弱いが本気で怒ると手がつけられなくなるほど見境無く暴れ出す。この時の強さはダブルドラゴンや近くにいたりきを気絶させたほど。一度くにおの追っかけをやめてりきのファンになったことがあったが、くにおの気を引くためであり、本当に寝返ったわけではなかった。
原作ではくにおのことを基本的に「アニキ」と呼ぶが、本作では一貫して「くにおさん」と呼んでいる。
山田大樹（やまだ たいき）
冷峰学園の3年生。くにおの中学時代の同級生でありライバル。何故か作中では後輩のダブルドラゴンを子分として利用しているが、大抵はうまくいかない。原作では後に明暗高校へ転校するが、今作では最後まで冷峰に在学し、藤堂とつるむことも殆どないなど異なる点が目立つ。また原作とは異なり、子分のダブルドラゴン兄弟（原作では子分でも何でもない）がくにおに敗れたことを知って敵討ちにくるなど、硬派な初登場を見せ、原作ほどの陰湿さは無い。原作同様、基本的にくにおに対抗しているが、大阪でくにおやりきが三羽がらす（後述）にやられかけた際はダブルドラゴンと共にくにお達に手を貸しており、義に篤い一面も覗かせている。カナヅチでもある。探偵・刑事のエピソードでは何らかの事件や事故で死亡した被害者として登場するも、最後で実はただ眠っていただけだったというオチがお約束になっている。初登場から一度もくにおと殴り合いの喧嘩で決着をつけたことはない。
服部竜一・服部竜二（はっとり りゅういち・はっとり りゅうじ）
冷峰学園の双子の生徒。山田の忠実な子分で通称ダブルドラゴン。原作ではくにおたちと同じ3年生だが、本作では後輩という設定で山田を慕う舎弟とされている。拳法の使い手で、普段から学ラン姿では無くカンフールック。初登場時にくにおがドラゴンとヘビを勘違いした事から「バカなヘビ兄弟」と呼ばれている。原作の必殺技以外に、ダブル殺法という漫画オリジナルの必殺技がある。始めはくにおと敵対していたが、後には一緒にキャンプに行ったり、お花見をしたり、焼肉バイキングを食べに行ったりと次第に仲が良くなっている。実家はサファリパークがある程の大金持ち。最終回では先にアメリカに留学しており、くにおを誘っている。
藤堂護（とうどう まもる）
冷峰学園の生徒。某野球漫画の登場人物を髣髴とさせる髪型である辺り、園川同様容姿は原作とは異なる。大企業の御曹司で金に物を言わせており、普段はカーブを曲がれないほど非常に長いリムジンで移動している。不良撲滅を掲げており、ケンカは強く、主に金と人脈を使ってくにお達不良を撲滅させる作戦を目論むが、実際は卑怯かつ陰湿な小悪党であり、所詮は彼自身も「不良」でしかない。無論、くにおには絶対かなわない。
原作とは違い山田とつるむことは殆どない。原作では末っ子という設定だが、本作では熱血高校に入学した弟が登場する。

### 準レギュラー

#### ゲームにも登場するキャラ
しんいち
初期に登場したくにおのクラスメートであり友人、基本的にくにおの強さを引き立てるだけのやられ役としての出番のみ。原作ではドッジボール部員。尚、原作とは違いサングラスはかけていない上に短気で粗暴な性格も鳴りを潜めているが、修学旅行で大阪に訪れた際、三羽がらすに袋叩きにされた上にリーダーの重光に人質として取られた時は躊躇いを見せるくにおに対して「俺に構わず戦え!」と発破をかける等、漢気を見せている。
五代奨（ごだい すすむ）
谷花高校の3年生。原作とは違って性格は好戦的であるものの、「何を考えているのか分からず、また一度キレたら殆ど手に負えない」程でもない上に喧嘩は弱く、何故かただのデブキャラとなっている。くにおとの初対面の際に「こだいこ（小太鼓）」と間違われた。原作では棒術スペシャルを使う最強クラスのキャラであるのに対して、この漫画では初登場こそくにおを苦しめたが（もっとも、その時くにおは空腹で力が出せなかったとのこと）、後にどんどんヘタレ化されていき『ケンカは弱い雑魚キャラ』設定へと変更され、くにおの強さを引き立てるだけのやられ役へとシフトしている。但し、コミックの最終巻(11巻)の表紙に登場している為、人気キャラの一人である事が窺える。
豪田剛（ごうだ つよし）
宝陵高校の3年生。この作品における最弱の雑魚キャラ。石頭で頭突きを得意としているらしいが、作中ではくにおの強さを恐れ、全く使ってこない。雑魚キャラ設定の五代とつるんで打倒くにおを目論むこともあるが、くにおが気付かない内に自滅して失敗する。作中でも最弱の馬鹿キャラにされており、基本的にボケ役で五代にツッコまれる事が多いなど、聡明で男らしく正義感の強い原作とは人物像が大きく異なる。言い訳しながら闇討ちやせこい作戦を使ったり、くにおを見てビビって逃げ出すなど非常に情けないキャラになってしまい、五代以上の雑魚キャラとされている。原作と一番キャラがかけ離れた人物。
鬼塚崇（おにづか たかし）
冷峰学園の生徒。原作通りの強面だが、たらこ唇である所が相違点。原作に登場した冷峰四天王（小林・平・望月・木下）らしき4人の子分を引き連れている。存在をアピールするために山田やくにおに対抗意識を燃やすが空回りし失敗に終わる、単なるやられキャラにされている。規則に厳格ながらも真面目で優しい性格の原作とまるで異なり、他の登場人物と同様に短慮で卑劣な性格になっているやられ役。
なお、本作には原作における冷峰学園の歴代の生徒会長（鬼塚・山田・藤堂）が全員登場しているが、作品の中で3人のいずれも生徒会長を務めている様子は特に見られない。後期は背景の一部以外に出番が全くない。
冷峰四天王(れいほうしてんのう)
鬼塚に従う名も無き子分達。冷峰学園に所属する四人組だが、それぞれ原作とは違って出番は少ない上に性格もセコく喧嘩も弱い。くにおを強く見せる為だけの引き立てモブ役。
西村成孝（にしむら なりたか）
この作品における最強の人物。白鷹工業高校の生徒で、第4巻に登場。原作通り太っているが、動きが俊敏で肥満体型が相手の攻撃の威力を吸収する。また独特の口癖も一切無く、相手を翻弄する俊敏さや打撃を受けても一切受け付けない打たれ強さを誇るなど、原作とまるっきり異なる点が多いが、子分の沢口らしき人物は登場している。学生だが何故か荒れた喫茶店のマスターをしている。また、この漫画ではなぜか五代や豪田、そして冷峰学園そのものをも制圧してしまうほどの強さを誇るという最強の人物という設定になっている。
本作では友人のひろしを誘拐した犯人としてくにおに疑われて成敗されるが、実際ひろしは単にカレーを食べに行っていただけで全くの無実である。
ウィリアム（うぃりあむ）
アメリカンハイスクールのドッジボール部キャプテン。原作ではマイク・タイソンに酷似しているゴツい容姿だが、この作品では美男子。普段は真面目かつ紳士に見えるが本性はヤンキー(原作ではヤンキーではない)。くにおを始めとする日本の不良を下に見ており、くにおと握手した際にくにおの右手に噛んでいたガムを付ける嫌がらせをしたり、ドッジボール部のメンバーを連れて商店街のゲームセンターで不良達に喧嘩を吹っ掛けている。
只、ドッジボール選手としての実力は凄まじく、前述のゲームセンターで偶然居合わせて喧嘩に臨んだりきを剛速球一撃で仕留めて病院送りにしたり、熱血高校との親善試合ではスケートリンクの様な氷上のコートという特殊なフィールドを活かし、その剛速球の風圧で氷を剥がし、その破片まで相手に飛ばすという特殊なシュートを繰り出してくにお達を大いに苦しめている。
しかし、試合中に噛んでいたガムを熱血高校側のコートに吐き捨てたのが仇となり、そのガムをくにおに滑り止めとして利用されて放った必殺ナッツシュートでウィリアム以下メンバー全員吹っ飛ばされてしまい、逆転敗北。最後はくにおに再びドッジボールでのリベンジを誓い、帰国の途に付いた。
山本憲之・上条恒男（やまもと のりゆき・かみじょう つねお）
影村高校の生徒。くにおとりきの名を騙って悪事（町の食堂で玩具のゴキブリを仕込んで店主に難癖を付け、ただ食いをする等）を働き、2人の評判を落としていた。冒頭のシーンではカツラとサングラスで変装していたものの、全く似てないにも拘らずなぜか本人達以外にバレなかった。本物のくにお達と思った不良にボロ負けしくにお達に助けられる。しかしそれでも全く懲りずに、次はダブルドラゴンになりすまそうとした。でかい口を叩くが、結局二人そろってやられ役。

#### 漫画オリジナルのキャラ
若村（わかむら）
通称「ワカ」。大阪の不良3人組「三羽がらす」の1人。3人組の中で一番小柄ながら人並み外れた機敏さを活かした蹴り技やパチンコ玉を指で弾いての攻撃を得意とするが、竜一の爆魔龍神脚を食らい気絶する。長い眉毛が特徴。東京に来襲したときは原宿で買い物をしたがっていた。
貴林（たかばやし）
通称「タカ」及び「なにわのコニシキ」。「三羽がらす」の1人。3人組の中で一番大柄でデブのメガネが特徴で、その体系を生かした攻撃を得意とするが、山田が仕掛けたジャーマンスープレックスをまともに食らって敗れる。東京に来襲したときは渋谷でナンパをしたがっていた。
重光（しげみつ）
通称「シゲ」。「三羽がらす」のリーダー格。口の横の髭が特徴。実力はあるが勝つためには卑劣な手段に出る事もあり、浪花のマッハパンチを得意技とする。くにおの元祖マッハパンチの前にあっさり敗北。その後、ワカとタカを連れてリベンジのために上京するが、またもくにおに簡単に敗れた。実は観光もしたかった模様で、決闘の場をわざわざ東京タワーにして、くにおに記念写真まで撮らせていた。
江口（えぐち）
横浜ジェッツのリーダー。実力的には豪田と五代が2人がかりでも意に介さない強さ。くにおを探しに東京まで着たが、りきがくにおを名乗って挑むことに。りきとはりきの怪我のせいもあってか優勢に進めていたが、くにおの松葉杖を使ったマッハキックの不意打ちによって敗れる。元ネタは江口洋助だと思われる。
浜岡（はまおか）
朝日高校の生徒で東京一を自負している男。その強さはくにおと互角。藤堂の策略（熱血高校の学ランを纏った手下の不良を使って朝日高校の生徒を襲撃し、浜岡にくにおを倒させる事）で熱血高校に乗り込みくにおと闘うことになる。くにお並のアホだが悪い奴ではなく、りきから真相を聞かされるとくにおと仲良くなり藤堂を懲らしめる。そばが好物。
カレーの城のおやじ
カレー専門店「カレーの城」の店主。インド人。最初は谷花高校による嫌がらせで、二度目はライバル店「カレー道楽」によって閉店の危機に陥る。カレー道楽のエピソードではくにおと組んでライバル店に潜入、味の調査や対策を練る等をして客を呼び戻そうとするが、くにおのせいでカレー道楽ともども店を壊滅させられ、インドに帰る。
ライト博士
航空機マル秘研究所の博士。数々の戦闘機を研究・開発して、その多くが広大な研究所の格納庫に収められている（ただし、中には航空自衛隊から盗んだ物もある）。「鳥人間大会」に出す予定だった飛行機をくにおが破壊してしまい、代わりにゴム動力の飛行機でくにおを出場させる。その後、餅つき大会に自作のマシンで出場するが、またもくにおに壊されている。
悪井（わるい）
少年刑務所の収容者の頭（かしら）。冤罪でやって来たくにおを潰そうと考えていたが叶わず降参する。30回以上も脱獄を試みているが全て失敗している。所長が見ていたビデオのセリフから自分が死刑になると勘違いしたくにおと共に抜け出すが、道を間違えて何故か所長室にたどり着いた。その時所長からくにおは無実であることが判明したと告げられくにおは無罪放免となり釈放された。
山本（やまもと）
くにおと同じ護送車で少年刑務所にやってきた男。腕に大きな傷跡があり、その傷が元で少年院送りになったと言う。しかし、相手は小学生だったらしい。くにお共々、少年院を仕切っている悪井と同じ監房に収監され、悪井に隠し持っていたお菓子を貢物として渡し機嫌を取った。少年院のエピソードにおける、ひろしに代わるツッコミ役でもあった。
りきの母
鮫島力の母親。美人で、りきの家に関係するエピソードに時々登場している。メインキャラクターの母親の中で唯一二度登場している（くにおの母とひろしの母も登場したことがあるが、いずれも一度のみ）。くにおとりきがカルタで勝負したときはカルタの歌を読んでいた。くにおたちが目の前で大喧嘩していてもりきの父親と一緒に暢気にお茶をすするほどの心の余裕を持っている。トラックを運転できる。
熱血中学応援団長
くにおの中学時代に通っていた「熱血中学」の応援団長。くにおがあまりに失礼な態度をとるので懲らしめようとしたが、返り討ちにあった。後にくにおが参加するトライアスロンで熱血の応援団として子分たちと再登場している。またこの時くにおのボケにツッコミを入れている。中学3年にしては老けた顔をしている。

### 熱血高校関係
真似亜（まにあ）
熱血高校に転校してきて、くにおたちと仲良くなる。かなりの金持ちで、名前の通り、様々な物のマニア。特に切手収集には力を入れている。安物の切手を高価な切手と同じケースに入れていたせいで、くにお達から高価なものと勘違いされてしまう。紆余曲折あってその切手をやっとの思いで回収したくにおに激怒され噛みつかれてしまう。
虎男（とらお）
熱血高校の柔道部主将。あまりに過酷な練習を課すため部員全員に逃げられてしまい、代わりにくにお、こうじ、ひろしをエッチ本で買収して試合に参加させた。
江口洋助ノ助（えぐちようすけのすけ）
くにおのクラスの担任が急病になったため、臨時担任を勤めることになった鬼教師。生徒のことを知るため家庭訪問を慣行するが、くにおとこうじにあらゆる手段で邪魔をされる。かなり準備が良く、ことごとくくにおの邪魔を跳ね除け、くにおの家に着くが、くにおが最後の最後まで抵抗したため、家を倒壊させてしまった。
頭異々増（あたまいいぞう）
熱血高校の生徒でガリ勉、名前の通り、頭が良く学年ナンバー１の成績を誇る。本人曰く、くにおより10倍頭が良いと言い張りくにおのことを掃き溜めと呼ぶ。どちらが良い点をとるか勝負をして、負けたら逆立ちしながら裸になってグラウンドを100周すると宣言した。くにおはあらゆる手段で一夜漬けの猛勉強を敢行する。確かに成果があったが、その時使った電気ショックの影響を受けて集中できずテスト用紙をぐしゃくしゃにし、その結果くにおが負けてしまう。
藤堂の弟
熱血高校に入学してきた藤堂の弟（原作では藤堂が末弟の為、存在しない）。くにおに挨拶代わりとしてエッチ本をプレゼントする。くにおは、当初はいい奴だと思っていたが、実はくにおを狙っていた。同じくくにおを倒して熱血高校のトップの座を狙っていた同級生の小林を軽く倒し、くにおに挑戦する。藤堂に似て本性は卑怯な性格で、くにおのパンチを防ぐために学ランの中に強固な鉄板を仕込んでいた。ひろしの学ランのボタンを全て寸分の狂いも無い蹴りで外すほどの空手使いで、ひろし曰く「お調子者のりきより強い」。
前述の鉄板で痛めた右手が使えなくなり不利に陥ったくにおであったが、今度は左手で殴ろうと駆けだした際、喧嘩の見物に訪れていたりきが食べて投げ捨てたバナナの皮に滑ってしまい、身体が勢いよくスクリュー回転。そのまま左手でマッハパンチを藤堂の弟にまともに見舞って吹っ飛ばし、弟を兄の藤堂護が乗っている長いリムジンの屋根にめり込ませた。
学食のおやじ
夫婦で熱血高校の学食を営んでいるオヤジ。近所に自分の店よりも安くて美味くて量の多いレストランがオープンしたため、客が全く来なくなった。1ヶ月のタダ飯を条件に、くにおに客を呼び戻してくれるように頼む。包丁を持つと異常なまでに手が震え、非常に危なっかしい。結局客が戻らなかったばかりか、最後にくにおが考えたホテルの残飯を使った10円激安定食のアイディアが致命的な決定打となって、周囲からの怒りを買う。これによって評判を地の底まで落とされてしまい、失意の内に店を閉めて田舎に帰った。ちなみに奥さんの名前は「うめ」。
バスケ部のキャプテン
バスケ部のメンバー1人がケガをして助っ人を頼んでいた。くにおの身長の低さやユニホームのサイズが合わないため代役は無理と思い、小鳥谷高校との練習試合をキャンセルしようとした。しかし、くにおに「そんなことしたら、おまえ2度と相手してもらえなくなるぞ!!」と言われ、助っ人入部テストを行う。くにおは、ドリブル、ディフェンス、シュート、どれもインチキで不合格。おまけに最後のテストダンクすらどんなものか分からず、くにおはダンスやダンプとボケていた。ダンクのテストでゴールを破壊され、さらに他のバスケ部のメンバーがケガをしてしまい、結局練習試合はできなかった。

### その他
モハメド・ポロチンコ
アラブの王子。くにおに瓜二つの容姿で、初めてくにおと会った時は鏡があったように見えた。また、くにお以上に大食らいである。毎日の公務が忙しいため、自由を求めてくにおと入れ替わる。学校に訪れてこうじと会った時は王子の真面目な言動を見てこうじに殴られたが、殴られた王子は「生まれて初めて人に殴られた」と感動していた。そのため、くにおになりすました王子を見て、こうじは違和感を抱いていた。カップ麺を初めて見た時はお湯を使わずそのまま食べ、それが好物となり大量買いした。くにおたちと別れた後も、お湯をかけないままで麺をかじっていた。
エンマ大王
くにおが車に跳ねられて死亡して地獄に行くことになり、くにおの拷問を指揮した。くにおにエンマ大王のことをあんまと間違われた。くにおに地獄を滅茶苦茶にされたことで、くにおを地獄から追い出す。そのお蔭で生き返ることができたが、くにおはまだまだ遊び足りなく、再び事故を起こして死のうとしていた。
ヘヘヘの金太郎
霊界案内人。くにおが死んだ時に地獄へと案内した。閻魔大王の手下でくにおを数々の拷問へ案内する。地獄の裏事情に詳しい。彼によると、近頃みな天国に行ってしまい、地獄は人が少ないらしい。また、血の池地獄に使う血も最近は値段が高いとのことで、血の代わりに赤色の入浴剤を使って誤魔化していた。針山地獄に至っては針が安物でさび付いている。尚、彼の名前のモデルはかの有名な妖怪漫画からと思われる。
江口
東京を狙う暴走族・横浜ジェッタのヘッド。江口洋助ノ助とは無関係。豪田、五代をあっさり倒す実力を持つ。くにおを名乗ったりきを本物のくにおと思い込み、タイマンで追い込むが、駆けつけたくにおによって倒される。実は打倒くにおのためにくにおの参加したイベントに出場するも、その他大勢の扱いを受け、ダブルドラゴンによってリタイアに追い込まれる。
山本
テレビ局のディレクター。視聴率稼ぎの為に豪華賞品をちらつかせ、くにお達を無理難題のゲームに参加させる。始めから賞品を渡す気などない上に、賞品が偽物であったためにくにお達が激怒し、「熱湯の中での高速回転」という仕返しをされる。ちなみに少年院のエピソードでくにおと一緒に悪井の牢屋に来た男も山本だが、無関係である。

### 有名人のパロディ
鼻久保不幸作（はなくぼふこうさく）
ゴロゴロコミックの超売れっ子天才漫画家。『わたしは女だ くにこちゃん』という超人気漫画を連載している。アシスタントとしてくにおを採用する。名前から解るように、作者・穴久保幸作のパロディである。超高級マンションに住んでいる。担当編集にくにおをアシスタントとして紹介されて雇うが、くにおに背景を任せた所、学園ものとは全く正反対の、どこぞの特撮映画の様な廃墟の風景に描かれたり、ベタ塗りを頼むと登場人物をシルエットの様に塗られる等、原稿を悉くダメにされてしまった。このエピソードでは当時の穴久保のアシスタントをモデルにしたと思しき人物が多数登場している。
ナガシマ（長嶋茂雄）
ジャイアンツの監督。バイトで弁当や飲み物を遠くからうまく投げたり、フェンスから降りて近道して思いっきりダッシュをしたくにおを見て惚れこみ、1日3万でプレーをさせようと目論むが、くにおのボケっぷりを見て呆れた。
マツイ（松井秀喜）
ジャイアンツの4番。トイレにいた際、ナガシマの変装をしたくにおに「四番のきみが打てないから、わがジャイアンツが勝てんのだよ」と罵られるが、ひろしが出て来てくにおの名前を言ったためバレてしまう。しかし、強行手段に出たくにおにトイレで縛り付けられ、拘束される羽目に。その後、マツイに扮したくにおが打席に入ってサヨナラホームランを打ったが、打球がドームの屋根をぶち抜いてしまい試合は滅茶苦茶になってしまった。
ガズ（三浦知良）
読売ベルティの選手。ラモーズに変装したくにおにまったく気付かなかった。そのため、くにおが試合に出場する羽目になる。
ラモーズ（ラモス瑠偉）
ベルティの司令塔。トイレでラモーズの変装をしたくにおと出くわし「おれが2人いる！」と驚いて気絶してしまった。代わりに出場したくにおのおかげで試合はめちゃくちゃになり、最終的にラモーズ本人がとばっちりを受けるというオチとなる。
キタザワ（北澤豪）
通称：走るソバージュヘアー。長髪がトレードマーク。ガズ同様ラモスに変装したくにおにまったく気付かなかった。
あるしんど（アルシンド）
鹿島アントラーズの選手、ラモーズに変装したくにおにサッカーボールと間違われてドリブルされた。

### その他
ちんみ
連載初期から登場している目つきが悪く時折突っ込みを入れる謎の動物。モデルは作者の穴久保が当時飼っていた白黒の斑猫であり、語尾に「〜ニャ」をよくつける。作者の後作品『ポケットモンスター』にも頻繁に登場している他、名前だけ背景でよく書かれる事が多い。
あいや
ちんみと一緒に登場するもう一匹の猫。ちんみと違ってセリフがなく、後ろにいることが多い。ちんみと同じくモデルは当時、穴久保が飼っていた白黒の斑猫。
変態
漫画の冒頭シーンによく登場するヘンタイ男。主に熱血高校周辺や住宅地に出没する。一人だけではなく複数人いる。

## 読み切り版との相違点
連載開始前に別冊コロコロコミック1991年10月号に掲載された読み切り版が存在し、単行本では1巻の巻末に収録されている。本編との違いは以下の通り。
- くにおは母子家庭で、ケンカに明け暮れた事で熱血に転入し、ケンカをしないと不在の父親（理由は不明）と約束していた。
- くにおが以前に通っていた学校については描かれていないが、熱血の不良達にもくにおの噂が知られていた。
- ひろしはいじめられっ子だが、本人は自分が弱いと思っていない。また、くにおとひろしは連載版よりも大きく描かれており、ひろしの顔も異なる。